# 超速スピナー
『超速スピナー』（ちょうそくスピナー）は、橋口隆志による日本の漫画作品。『月刊コロコロコミック』（小学館）にて1997年12月号から2000年8月号まで連載されていた。単行本は全7巻。

## 概要
バンダイから発売されているハイパーヨーヨーを題材に、少年達の熱いハイパーヨーヨーバトルを描く。1998年にはテレビ東京系の『おはスタ』枠にてテレビアニメ化された。また、ハドソンからゲームボーイ版も発売されている。
連載に先駆け、プロトタイプとして『月刊コロコロコミック』1997年7月号から『燃えろ! スピナー』が2話連載された。この作品では、本作のキャラクターでもある中村謙一となるみ屋がすでに登場していた。なお、この作品は本作のコミックス第1巻巻末および『ハイパーヨーヨーテクニックス』（ワンダーライフスペシャル）に収録されている。
本作以前に作者の橋口が『コロコロコミック』で連載していたギャグ路線とは異なり、主人公やメインキャラクターの人間ドラマとヨーヨーバトルをめぐる複雑な世界観を含有させた作品で、1990年代末期以降から現在に至るまで、ギャグかバトルものの一方にテーマが偏りがちな、『コロコロコミック』連載作品としては珍しいドキュメンタリー性の強い作品である。なお、本作とほぼ並行して『少年サンデー超増刊』に『ウインドミル』が連載されたほか、この作品以降の橋口の活動は『焼きたて!!ジャぱん』など主に少年サンデーでの連載が主となっている。

## 登場キャラクター
声は、アニメの担当声優を表す。

### 主要人物
堂本 瞬一（）
声 - 森久保祥太郎
1988年5月5日生まれ。11歳。身長155cm。体重42.8kg。血液型O型。
本作の主人公。勉強は大の苦手だが、抜群の運動神経を持っている。特定の運動部に所属していないものの、しばしば助っ人として大会などに臨時参加していた。その腕を買われ、成り行きでヨーヨーバトルの助っ人として参戦、これが彼のヨーヨーを始めるきっかけとなる。一本調子のため、目標を追い求めすぎるあまり、JCCの大会中に肘を痛めたが、医師に懇願し特別に麻酔を打って決勝まで参戦した。
ヨーヨー向きの長い指と高い動体視力の持ち主で、徐々にヨーヨーの才能を発揮していく。
使用ヨーヨーはハイパーインペリアルで、後にファイヤーボール。
JCCで北条院に敗れ準優勝となりTHP-Jメンバーに選出されなかったショックで一時的にヨーヨーを辞めてしまうも、中村名人と勝負した後にヨーヨーの情熱を取り戻しハイパードラゴンのプロトタイプを託され、THP-Jにメンバー入りし世界大会に出場。
作中で初めて8の字ループ（ドラゴンループ）を披露した。
外伝『Yo遊記!?』では主人公で孫悟空がモデルの「瞬悟空」として登場。性格はやや粗暴ではあるものの基本的には本編のものと共通している。
北条院 聖斗（）
声 - 上田祐司 / 折笠愛（幼年時代）
1988年4月5日生まれ。11歳。身長156cm。体重39.2kg。血液型A型。
瞬一のライバル的存在。裕福な家柄の生まれで、なおかつ容姿端麗な美少年であるため、JCC開催時には女子のファンが数多くいた。
幼少時は年相応の快活な少年だったが、母親を亡くし、ヨーヨーとピアノの両立を巡って父親との間に確執が生じてからは、冷静かつ控え目な性格となる。
しかし、ヨーヨーに対する情熱は誰よりも熱い。たまに霧崎以上の毒舌家ぶりを発揮する。
母親がピアニストだった影響かピアノを習っている。ヨーヨーに対して好意的ではない父親の意向に反してスピナーとしての活動も継続している。しかし、ヨーヨーをすることで指を痛めるという理由から父親からヨーヨーを禁じられ、一時は大会出場を辞退していた。だがその後、瞬一の熱意に心を打たれ、自ら家を飛び出し、世界大会前の合宿に参加することになる。なお、合宿終了後の世界大会までの間は瞬一の家に居候していた。
ヨーヨーのテクニックは他のどのスピナーよりも優れており、世界大会準決勝では、一度もやったことの無いであろうオフストリングスプレイをストリングスを食いちぎった上でノーマルタイプのヨーヨーを使ってプレイし、バイパーリーダーのシュニッツアーよりも正確なパフォーマンスをやってのけた。圧倒的実力を持つが、持久力は瞬一より低い。
JCC3年連続優勝者。THP-Jメンバー。
外伝『Yo遊記!?』では三蔵法師がモデルの「北条法師」として登場。本編のやや冷めた言動はなりを潜めたものの、マイペースな性格。瞬悟空の策により渋々女装をさせられてしまう羽目になるが、りあんに嫉妬されるほど似合っていた。
後に橋口が手掛けた『最上の命医』にて、彼とほぼ同じ容姿を持つ「高島雅」が登場している。
小暮 宙太（）
声 - 東さおり
1988年7月15日生まれ。11歳。身長136cm。体重37.2kg。血液型B型。
「小暮大サーカス」の一員。「～だよね」が口癖。生意気な性格で余計な一言が多いため、THP-Jの調和を乱すことも少なくなく、瞬一からは口が悪いと言われている。また、同年代のスピナーに比べて背が低く、他のキャラはおろか、自分より身長が低い霧崎からも「チビ」と呼ばれることが多かった。安濃からは「チビ助」、霧崎からは「チビ太さん」と呼ばれた。ヨーヨープレイでは基本を大事にしており、片手で5個のヨーヨーを操ったりするなどスピナーとしての実力は高い。
自分の実力を鼻にかけている節があるが、その裏では血の滲むような努力をしており、訓練により8の字プレイを習得している。
怪我をした弟との約束を果たすべく、JCCに参戦するも、準決勝で敗退。
世界大会では1回戦で初歩的なプレイを嫌がったが、中村名人の叱責により基礎の大事さを思い出す。THP-Jメンバー。
外伝『Yo遊記!?』では村の少年として登場。本編よりも身長がさらに低くなっている。
霧崎 マイ（）
声 - 大本眞基子
1986年8月7日生まれ。13歳。身長133cm。体重不明。血液型AB型。
当初は認定や過去の実績のない謎のスピナーとしてJCCに参加し、瞬一と対戦。標準より短いストリングのヨーヨーを駆使した「ワープスピード」と呼ばれる超高速プレイで瞬一を苦しめる。
後にTHP-Jに選ばれる。
身長は低いが、瞬一たちより年上。口数は少なく、毒舌家かつ掴み所の無い性格で、輪刃からは「タダもんじゃねぇ」「妙なヤツ」「ムカツク」、安濃からは「食えないヤツ」と評された。「ワープスピード」の本家であるアレックス・ガルシアに憧れている。
外伝『Yo遊記!?』では村で暴れ回る「銀角」として登場。性格は本編とほとんど同じ。
夢宮 りあん（ゆめみや りあん）
声 - 千葉千恵巳
瞬一のクラスメイトにして幼馴染。瞬一にスピナーとしての才能を目覚めさせた張本人。
世界大会にもベソやなるみ屋の店長と共に応援に駆けつけて来る。霧崎曰く、「（瞬一に対する）世話焼き女房」。
外伝『Yo遊記!?』では村の少女「りあん」として登場。
木村 ベソ（きむら ベソ）
声 - 野田順子
堂本瞬一のクラスメイト。「なのだ」の語尾が口癖。
瞬一が始める前からヨーヨーを始めていたが、武蔵丸弁慶にバトルで負けてヨーヨーを奪われ、瞬一に敵討ちを頼む。
番外編ではチームプレイのラストでオリジナルトリック「ソバ」を披露し会場を呆れさせた。
また、外伝『Yo遊記!?』では「沙悟浄」として登場。本編と同様にあまり出番はない。
安濃 慈円馬（あのう じえんま）
声 - 松田佑貴
1985年2月29日生まれ。14歳。身長170cm、体重47.4kg、血液型O型。
JCC北海道大会優勝者で、カウボーイ風のファッションが特徴のスピナー。THP-Jメンバーの中では、唯一の地方大会入賞者。
実家は牧場。経営難で貧乏なため、切れたストリングスをつないで使用し、雨が降っても傘なしで外出している。金銭関係の話には口煩い。
武蔵丸 弁慶（むさしまる べんけい）
声 - 鈴木琢磨
なるみ屋の前でヨーヨーバトルをしかけて敗者のヨーヨーを奪ういわゆる「ヨーヨー狩り」をしていた張本人。スピナーとして目覚めた瞬一と最初になるみ屋の前でバトルをすることになる。
JCC関東大会決勝トーナメントまで出場し、強運だけでベスト4にまで上り詰めたが、準決勝で北条院に敗れた。
第一巻でりあんに一目惚れしており、番外編では「マイスイートハニー」と呼んでいた。
当初はスーパーレベルまでしか出来ず、最高がループ・ザ・ループ30回だった。しかし、後にハイパーレベル6までは出来るようになり、さらに番外編ではハイパーレベル10であるダブルループを披露している。最終回では相変わらずヨーヨー狩りをしようとし瞬一に呆れられる。
JCC準決勝以降は本編での出番は最終話まで無かったものの、番外編では非常に登場回数の多いキャラである。
外伝『Yo遊記!?』では「猪八戒」として登場。永遠の命を手に入れるべく北条法師を狙って一行に襲い掛かるも、瞬悟空の技で返り討ちに遭い、彼の下僕になる。
なるみ屋のおっちゃん
声 - 中村大樹
おもちゃ屋「なるみ屋」の店長。JCCや世界大会にもりあんたちと共に瞬一の応援に向かう。マッサージが得意。
外伝『Yo遊記!?』では村人の一人として登場し、村を破壊していった瞬悟空達に石を投げるだけ。
中村 名人（中村謙一・なかむら けんいち）
声 - 三木眞一郎 / 日髙のり子（少年時代）
実在の人物で、日本を代表するヨーヨーのプロ。世界大会ではTHP-Jの監督的な役割を務める。
外伝『Yo遊記!?』では「北条法師」の乗っている馬として登場。
読み切り『燃えろ!スピナー』では主人公の弾貫健一と同じ名で気が合ったり、他人のヨーヨーを壊そうとするスピナーを止めるために手を負傷してしまう。

### スピナー
輪刃 剛志（わっぱ つよし）
声 - 遠近孝一
ループ技の達人。通称「ループの輪刃剛志」。ヤンキーのような風貌と口調でいつもサングラスをかけている。
ヨーヨーの大会JCC関東大会本戦出場を賭けて舜一と競いあったが決着は付かず、中村名人の厚意により2人共の出場が認められた。
本戦での決着を望んでいたが、瞬一と対戦する前に一回戦で無名のスピナーだった霧崎に敗れる。
初登場の頃はクールな印象だったが、霧崎に負けてからは度々彼女に振り回されるようになっていった。
数少ない左利きのプレイヤー。その後THP-Jの合宿に参加するもポルックスとの対決に破れ桜場と共に黒岩について行き、世界大会にスーパーヒューマノイドとしてチームヤヌスに参加し出場。
外伝『Yo遊記!?』では村を荒らし回る妖怪「金角」として登場。
桜場 情一（さくらば じょういち）
声 - 宮下道央
JCC関西大会3位。通称「ジョーイ」（自称）。スピナーであると同時にボクサーでもあり、ヨーヨーのトリックではパンチング・バッグが得意。
JCC関東大会決勝戦後、ロングスリーパー対決に納得できないという理由でステージに上がって怒鳴るなど、短気な性格の持ち主。
THP-Jの合宿でポルックスとの対決に敗北した後、輪刃と共にチームヤヌスに入り、世界大会に参加。
最終回では輪刃に「丈一郎」と呼ばれている。
十川 四郎（とがわ しろう）
JCC四国大会優勝者。笑い顔のような細目で、服装は和服姿。手ぬぐいを頭に巻いている。
メンバーに対して丁寧語で話すなど、柔和で穏やかな印象。
合宿序盤のチーム分けで安濃と組むことになり、2人の会話内容から十川がうどんが打てることがうかがえる。ポルックスとの対決中も「おいしい讃岐うどんが食べたい…」と考えている場面がある。
THP-Jの合宿でポルックスとの対決に敗北して落第。世界大会には補欠として帯同している。
南郷 番（なんごう ばん）
JCC九州大会優勝者。巨漢で、西郷隆盛を思わせる風貌。
THP-Jの合宿でポルックスとの対決に敗北して落第。世界大会には補欠として帯同している。
伊達 将悟（だて しょうご）
JCC東北大会優勝者。
THP-Jの合宿でポルックスとの対決に敗北して落第。世界大会には補欠として帯同している。
赤城 大樹（あかぎ だいき）
声 - 鈴村健一
JCC1回戦における瞬一の対戦相手。赤いモヒカンが特徴。前大会3位という実績を残す。
スーパーレベルまでしか認定されていない瞬一を「ミスタースーパーレベル」と呼び馬鹿にしていたが、自身のトリックを目で追い模倣され、接戦の末に敗北。敗北後に「猿まね」とキレかけるも実力を認めるようになった。
織茂 正夫（おりも まさお）
JCC1回戦における北条院の対戦相手。認定はハイパーレベル7。北条院との対決に敗北し、脱落した。
北崎 弘樹（きたざき ひろき）
JCC1回戦における弁慶の対戦相手。認定はハイパーレベル9。弁慶との対決時は終始リードをしていたが、ハイパーレベル7のプレイ中にミスを犯しリタイヤ。その後、弁慶は同トリックのキャッチで失敗（プレイ自体は成功した）したため脱落した。
河村 竜則（かわむら たつのり）
JCC1回戦における小暮の対戦相手。認定はハイパーレベル8。ナルシスト風貌で歯が光ってるのが特徴。小暮との対決に敗北し脱落。小暮からは「（全参加者のトップを狙っていたため）最初から相手にしてなかった」とまで言われ、涙した。
峰岸 誠（みねぎし まこと）
JCC2回戦における北条院の対戦相手。認定はハイパーレベル9。北条院との対決に敗北し、脱落した。
アニメでは詳細が描かれ、スピードの出ない北条院を見て「北条院も弱点がある」と勝利を確信するが、ボードの感覚をつかんだ北条院に追いつかれ焦った結果、急カーブを曲がるための低レベルトリックへの切り替えが遅れてしまい曲がり切れず失格となる。
古谷 勘治（ふるや かんじ）
JCC関東大会の参加者。認定はハイパーレベル8。1回戦で峰岸に敗退。
伏見 盆太（ふしみ ぼんた）
声 - 陶山章央
JCC2回戦における弁慶の対戦相手。認定はハイパーレベル9。弁慶との対決で敗北（敗北がどのようなものかは作中で語られなかった）。
アニメではボードが苦手であり、同じく苦手な弁慶とは低レベルトリックの勝負になる。弁慶を焦らせることで自滅を狙う作戦に出たが、奇跡的にダブルループを成功させた弁慶に追いつこうとした結果、ボードから落下、失格となる。
肘岡 誠（ひじおか まこと）
JCC関東大会の参加者。認定はハイパーレベル9。1回戦で伏見に敗退。
井伊木 文蔵（いいき ぶんぞう）
JCC関東大会の参加者。認定はハイパーレベル9。1回戦で伊奈府に敗退。
伊奈府 飛太（いなふ とびた）
声 - 西村朋紘
JCC関東大会の参加者。認定はハイパーレベル8。2回戦の小暮の対戦相手。
アニメではスケートボーダーという設定が加わり、小暮を追い抜くテクニックを見せるが、調子に乗った結果プレイミスを犯す。落下はしなかったがペナルティが致命的となり敗退。

### 海外のスピナー
アレックス・ガルシア
声 - くまいもとこ
実在人物。アメリカ代表「THP」のリーダー。ワープスピードの異名を誇る。優勝候補だがチームヤヌスに準決勝で敗れる。
アルベルト・シュニッツァー
声 - 山本泰輔
ドイツ代表「チームバイパー」のリーダー。2回戦に現われなかった中国代表「チーム鳥龍」のリーダーを「ビビって逃げた」と馬鹿にするなど、随所で嫌味な態度を見せる。
一方で姑息な手段を嫌い、予選後にTHP-Jの切れたストリングスを結んだ行為を密告したり、霧崎の言動に逆上して彼女に暴力を振るおうとしたヒュエルを叱責している。
ヒュエルを始めとする自分のチームメンバー4人に対しても冷たい発言などが目立つが、準決勝で北条院に敗北したことでリーダーの座を退こうとする責任感も持ち合わせている。
ヒュエル・マグヌス
ドイツ代表「チームバイパー」の紅一点。リーダーのシュニッツァーを慕っており、彼と同様、THP-Jに対しては馬鹿にした態度を取っている。
少々粘着質なところがあり、予選の24時間耐久レースでTHP-Jが切れたストリングスを再使用していたことを知った際には、レース終了後に開催委員に密告し、THP-Jを失格に追いやろうと企てたこともある。しかし、切れたストリングスの再使用を禁止するルールはなく、戦略の一つと判断されたためヒュエルの主張は認められなかった。
準決勝では霧崎と対戦するも、敗北。判定直後は負けを認めようとせず、霧崎に「女はね、引き際が肝心なの。しつこい女は嫌われるわよ」と窘められて逆上し、手を上げようとするが、シュニッツァーに制止されたことで引き下がる。
THP-Jへの妨害工作や、やや姑息とも言える言動ゆえにあまり良くないイメージが拭えないが、準決勝で敗れ、約束を反古にしてしまったために責任を取ってチームを解散しようとしたシュニッツァーに対し、「来年約束を守ってくれるなら」と彼を許すなど、仲間思いな一面もある。
チーム烏龍（ウーロン）リーダー
氏名不明。中国代表チームの紅一点で全員容姿がそっくりな他の男性メンバー4人からは「姉（あね）」と呼ばれ慕われている。
予選終了後、瞬一の猛攻に不満をぶつけに来るほどの勝気な性格の持ち主。
しかし、2回戦直前にチームヤヌスのメンバーの一人がポルックスだったことを目撃してしまいブレインに拉致されてしまう。
決勝戦では、ブレイン一派の飛行艇から人質として吊るし上げられ、THP-Jメンバーが勝負に負ける度に電流を流されるなど悲惨な目に遭うが、才羽博士の作戦により無事救出される。

### その他の人物
じい / 聖斗の執事<アニメ>
声 - 宇垣秀成
北条院家に仕える執事。北条院を「坊ちゃま」と呼び、JCCにも彼のお目付け役として付き従っている。基本的に北条院の味方で、THP-J入りを辞退した理由を聞くために忍び込んだ瞬一を北条院に会わせている。
外伝『Yo遊記!?』では、りあんの祖父として登場。
小暮 宙次（）
声 - 的井香織
小暮宙太の弟。6歳。サーカスの練習中に両足に大怪我を負い、兄・宙太のJCC優勝を条件に手術を承諾していたが、試合中に兄を馬鹿にした観客に食いかかろうとした際に転倒、皮肉にもそれに気を取られ集中力を削がれたことによるミスで宙太は敗北してしまう。しかし、勝った瞬一との勝負を誓い、手術を受ける決意を固める。
その後手術は成功し、兄の宙太にヨーヨーのコツを教えてもらっている。
小暮 優（）
声 - 藤川由紀子
小暮宙太の姉。宙太を応援するため、JCCに宙次と共にやって来る。宙次の身を案じるあまり、宙太との戦いで瞬一に八百長をするよう懇願する。
北条院の父
声 - 宗矢樹頼
北条院聖斗の実父。本名不明。
仕事で多忙になりながらも家族団欒の機会を設けようとするなど、かつては妻子思いの性格だったが、妻・美琴を失ってからは、彼女の死を忘れようとするあまり、前よりも仕事に没頭するようになる。それに加え、聖斗がヨーヨーに熱中するあまりピアノの練習を疎かにしがちだったことも相まって、親子関係は気まずいものになっている。以前縁日で自分が買ってあげたヨーヨーを激情に駆られて使用人に捨てさせてしまうが、聖斗がそのヨーヨーを大切にしていたことを思い出し、雨の中びしょ濡れになりながらゴミ捨て場の中からヨーヨーを探し出し、再び彼の元に返している。しかし、息子がヨーヨーをすることは完全には認めていない。
アニメ版ではハイパードラゴンアクアを聖斗に渡すなど、険悪だった原作と比べ息子に理解を示している。
北条院 美琴（ほうじょういん みこと）
声 - 篠原恵美
北条院聖斗の母で、元ピアニスト。慢性高血圧症を患っている。優しく、慈愛に満ちた良妻賢母だったが、聖斗が幼い頃にクモ膜下出血のため若くして死去。
彼女の死が北条院父子の関係に暗い影を落とすこととなる。
才羽博士（さいば）
声 - 鈴木清信
ヨーヨーの新たなる可能性を研究しハイパードラゴンを設計、瞬一達THP-Jメンバーにその可能性を託す。
部下である黒岩に裏切られ人類の発展のために設計したポルックスを悪用されるも、世界大会決勝で自らポルックスを破壊する。
黒岩（）
ポルックスなど才羽博士の研究を悪用するため部下として入り込む。父親の命によりブレインの一員として監督としてチームヤヌスを率いたが、決勝での作戦失敗によりやけになり組織のメンバーは逃亡したが、元々トップである父親に嫌悪感を持っていたため、ついていかず輪刃と桜場の敗北を見届けた後、大会会場の島の火山の噴火時に島にただ一人残る。父親は大会後、国際指名手配がしかれた模様。「黒岩」は偽名であり、本名は不明。
なお、最初に本性を現した際は、組織の下っ端のように書かれていた。

### 番外編
オヌマッチ
声 - 坂本千夏
宇宙人。ヨーヨーデビルを倒してもらうため瞬一にコンタクトを取りヨーヨーマンに変身させる。その後、星の爆破と共に死亡。
五所川原
チームプレイ編で登場したプロスピナーの少年。典型的なナルシストな雰囲気を漂わせており、キザ。
瞬一・りあん・ベソの通っている小学校の体育館は彼の父親が学校に寄付した物でそのことを笠に気取っている。
チームプレイでは「シモベーズ」と呼ばれている同級生（6年）4人とチームプレイをしていたが、ワンマン的なプレイが目立ちプレイトリックが揃っていなかったという所から観客の不満を買い、りあんのチームに惨敗する。なお、この話から「チームベーシック」と勝手に呼んでいる。
後の夏休み編でも登場する。相変らずりあんを目の敵にしている様で、この時には「チームベーシックの女リーダー」と呼んでいる。自分のホテルのプライベートビーチに無断で入っていた瞬一一行をすぐに追い出した。
この日の夜に一緒に連れてきた女子と墓場で肝試しをしていたが、殴り飛ばされて空から落ちてきた弁慶に驚き、女子を置いて一目散に逃げた。その後、木に吊るされている弁慶の祖父に驚いていた。この後の彼の詳細は不明。
木代木
チームプレイ編で登場したりあんのクラスメイトで学級委員長の少年。
チームプレイの人数がなかなか揃わないところにりあんに声を掛け、快く協力してくれる。
勉強とUFO研究が得意とのことで、りあんがピッタリのトリック「U.F.O」があるとの助言を受け、一番覚えが遅かった彼の機動力になった。
市毛
チームプレイ編で登場した完璧なバーティカルループを得意とするスピナーの少年。
この腕を見込んでりあんがチームに引き入れようとするが、実はこのトリックしか出来ない。
弁慶の祖父
夏休み編で登場した弁慶の祖父で寺の住職。なお、寺は五所川原のホテルの隣にある。
弁慶とりあんの仲を接近させるために協力し、「ヨーヨー肝試し」を弁慶と計画する。しかし、最終的に瞬一に全てがばれてしまい、墓場の木に褌一枚で吊るされる羽目になった。
ジャッチー
オヌマッチの弟。兄の命令で単身地球に渡り瞬一をヨーヨーマン99に変身させる。名前の通り、技の成否の判定（ジャッジ）を下す。地球へ向かった直後に星が爆破したためその後どこへ行ったかは不明。

## ストーリー展開

### JCC編
1997年12月から1999年1月。堂本瞬一のヨーヨーとの出会いからJCC決勝後のTHP-Jメンバー仮決定まで。
ある日、瞬一はクラスメートのりあん、ベソらからヨーヨー狩りを行っている武蔵丸弁慶の敵討ちを頼まれる。最初はヨーヨーを嫌悪していた瞬一だが、三日後、自身の卓越した運動神経を用いて弁慶をヨーヨーの勝負により打ち負かす。直後ヨーヨーの達人中村名人と共にその場に現れたJCCチャンピオンの北条院聖斗に敗北し、スピナーとして目覚めた瞬一はJC北条院とのリベンジを決意。
その後、弁慶と共に北条院の通う学校でレベルの差を思い知らされ、同時にJCCの存在を知る。瞬一は中村名人から特別に託された「ヘビーブレイン」で猛練習に励む中、強豪スピナー小暮宙太の存在を知る。

#### JCC
全ての試合を同時に行ったりしていたが、本選は基本的に勝ち抜きのトーナメント戦である。なお、前回大会優勝者である北条院は予選免除であったが、時間になっても会場に現れず失格と判断されかけたが、かろうじて間に合った。
追加出場者決定戦
事前応募に漏れ大会当日に来ていたスピナーの中から予選免除となる出場者を1人決定。全員でループ・ザ・ループを行い最後の1人になるまで続けるサドンデスであったが、健闘を見せた輪刃と瞬一が中村名人の推薦により2人ともトーナメントに進出。
予選
事前応募で選出された出場者の中からトーナメント出場枠をかけ小暮、弁慶をはじめとするスーパーレベルをクリアした13人を選出。
1回戦
クジにより組み合わせを決定。ベーシックレベルからハイパーレベルの全30トリックを先に全て成功させた方が勝利となる勝ち抜け戦。なお、30種類のトリックはどのような順番で行っても良いことになっていたが、自分がなにをやったのか忘れてしまうという理由からほとんどはベーシックレベル10（一番初め）から順番にやっていた。
15人でやるはずだったのだがステージが8つ（16人分）用意されており、本来はどのような試合にするつもりだったかは不明。
大会まで瞬一はハイパーレベルに属するトリックを一度も成功させたことが無かった上に、対戦相手が前回大会3位でハイパーレベル10の認定を持つ赤城大樹だったが、彼が行うトリックを目で見てその場で真似る（当然、赤城からは快く思われていなかった）という作戦によりかろうじてハイパーレベルをクリア。ラストのトリックのスピード勝負でギリギリの逆転勝利をする。また、小暮宙太は全参加者でのトップを狙っており、実際ラスト前2つの時点では北条院と並んでトップだったが、北条院の「回転しながら落下してくるヨーヨーのストリングスに直接指を入れる」という離れ業によって先を越されてしまう。「サルマネ野郎」呼ばわりしていた瞬一に敗れた赤城は恥ずかしい思いをしながらも彼の実力を認めた。
2回戦
バーチャル機能による鮮明な世界観のステージをヨーヨーのトリックを行いながらゴールを目指す。浮遊するエアボードに乗った状態でヨーヨーのトリックを何か行うと、難度に応じて（ループ系のトリックはスピード等も考慮される）エアボードがバーチャル世界の中で前に進むという仕組みである。勝負と無関係な点まで再現されており、瞬一がヨーヨーを右目の付近にぶつけた際は出血により右目が見えづらくなったり、小暮が火山帯で蒸し暑さを感じる演出まで行なわれた。なお、実際には出血はしていない。
瞬一は謎のスピナー霧崎マイと対戦。序盤は瞬一がリードするものの、本気を出した霧崎の「ワープスピード」に一瞬で追い抜かれる。ゴール前のチューブの中で、瞬一はボードに寝そべった状態でループを行うという無茶な技で辛うじて逆転する。小暮はまた全参加者1位を狙うが、またも北条院に一歩及ばず悔しがっていた。
準決勝
2回戦終了後、過度の練習により右肘に違和感を覚えた瞬一は北条院の助言で医務室に行き、診断によりこれ以上のプレイは危険であるとして辞退を勧められる。診断書を破り捨て土下座で準決勝でのプレイを懇願する瞬一を医師とベソが説得するが、瞬一の熱意を知るりあんも医師に応急処置を懇願し、瞬一は痛み止めの麻酔をうってもらい準決勝に臨む。
THP-Jプロスピナーレベル・シングルハンド部門の11トリックを行い、どちらかがミスするまで繰り返す対決。瞬一は小暮と対決するが、試合開始前に小暮の姉から小暮の弟・宙次がJCC優勝を条件に手術を受けるという事情について話され、「負けてくださいませんか」と八百長を持ちかけられ悩む。そして勝負の最中、応援に来ていた弟が車椅子ごと転倒し、動揺した小暮が途中でミスをする。小暮の1つ先までこなせば勝利が決定する場面で悩むが、初心に帰ってヨーヨーと向き合い、無事トリックを成功させて勝利する。しかし、トリックの難易度から終了直後に瞬一の痛み止めが切れかけてしまう。
一方、北条院は、相手がTHP-Jプロスピナーレベルが雲の上状態でここまでほとんどラッキーでの勝ち上がった弁慶のため、ほとんど不戦勝に近い勝利を収める。
決勝
当初はTHP-Jプロスピナーレベル・ダブルハンド部門の予定だったが、瞬一のひじの状態を察した北条院が、スリープ状態の長さを競うロングスリーパーでの対決を希望。スタッフによる審議が行われ反対意見も出るが、事情を知る中村名人の薦めもありロングスリーパー対決に決定。
結果は、瞬一のヨーヨーが回転を停止してしまいキャッチできなかったため記録無しで北条院の勝利となる。しかし、ロングスリーパー対決に際して北条院は、金属ボールベアリングを内蔵しナイロンベアリングより遥かにスリープ能力が高いハイパーレイダーを使用したのに対し、瞬一はナイロンベアリングしか内蔵していない従来のファイヤーボールの使用で接戦を繰り広げたため、北条院には釈然としないものが残った。
大会終了後
決勝戦終了直後、中村名人が招集した地方大会の上位入賞者5人と瞬一と対戦したスピナーたちでTHP-Jの結成が宣言された。輪刃や霧崎など瞬一に敗れたスピナーの名前が挙がった一方で瞬一の名前が挙がらなかったため、瞬一は熱が冷めたかのように会場を後にする。

### THP-J編
1999年2月から1999年10月。大会後、一時ヨーヨーを離れた瞬一と中村名人との対決からTHP-Jの合宿終了まで。
中村名人との対決
決勝での敗北、THP-Jに選ばれなかったことでヨーヨーを離れた瞬一だったが、心配するりあんの頼みで中村名人と対決。対決には敗れたが、瞬一は自分がすでにヨーヨーの虜になっていることを再認識する。中村名人は瞬一の右ひじが完治していることを確認し、ハイパードラゴンの試作型を瞬一に託すとともに、3日後にTHP-Jのループ計測会があることを告げる。
THP-Jループ計測会
THP-Jのループ計測会では輪刃や霧崎などが各々の持ち味を発揮していたが、そこへハイパードラゴンを手にした瞬一が乱入する。THP-Jメンバーは部外者として追い出そうとするが、「現実を見たら諦めがつくやろ」という桜場の言葉により1回のみ計測を許される。そこで桁違いの記録をたたき出した瞬一に、その場に居た全員が度肝を抜かれる。
THP-Jメンバーは実力を証明した瞬一をチームに迎えようとするが、瞬一は用は済んだと辞退し帰ろうとする。帰り際に瞬一が片手で伝説と言われた8の字ループを何気なくやっているのを目撃しメンバーは再度絶句するが、さらなる乱入者・小暮宙太に押し留められる。
合宿へ
小暮に押される形で瞬一はTHP-Jに加入したが、北条院がTHP-Jを辞退したことを知り、北条院の家へと押しかける。親にヨーヨーを禁止された北条院は、追いかけてきた瞬一をあえて冷たい言葉で突き放すが、瞬一の言葉にヨーヨーへの想いを揺さぶられ、最終的に家を飛び出して合宿への参加を表明する。

#### 合宿
強化合宿を兼ねつつ、メンバーを「ふるい」にかけるための合宿。合宿にあたってメンバー全員に「ハイパードラゴン量産型」を配るが、試作型を所有していた瞬一はこれを拒否。黒岩は無理やり試作型を回収しようとしたが、才羽博士との意味深な会話の後、許可される。
サバイバル登山
10人のメンバーがランダムに選ばれたペアになり5組に別れ、サバイバル生活を行いながら合宿地頂上のゴールをヨーヨーを用いて目指す。瞬一は北条院とのペアとなった。第一関門のトロッコで事故が発生。瞬一・北条院ペアの乗るトロッコの油圧ブレーキが故障している、コントロールルームからの非常停止信号を受け付けない、瞬一・北条院ペアのトロッコが通るレールが何者かの手によって一部撤去されてしまっているなど、不自然なまでに立て続けにアクシデントが起こるが、2人は辛うじて難関をクリアしていく。
ポルックス対決
メンバーは山頂の施設までは1人の脱落者もなくクリアした。ここでハイパードラゴン量産型が一旦全て回収されると共に、各々に似せたロボットが姿を現す。使用ヨーヨーをドラゴンに限定したのは組み込んだ「ドラゴンチップ」により各メンバーの能力や癖をコピーするためであり、コピーしたロボット・ポルックスと対決をして「己の限界を超える」ためであると明かされる。
対決のルールはベーシックレベルからTHP-Jプロスピナーレベルダブルハンド部門までの52トリックを先に全てこなした方が勝ちという単純なものだが、本人とまったく同じ能力を持つ上にスタミナの概念がないポルックスを相手には、ペースアップしても引き離せないどころか疲れようが後に引けない地獄の耐久レースを強いられることになる。北条院はサバイバルのトロッコの事故により痛めた左腕の痛みに顔をしかめるが、JCCで痛み止めを打ってまで自分との勝負に臨んだ瞬一のことを思い出し、自分も限界を超えるべく力を振り絞る。
途中、瞬一のヨーヨーのストリングスが千切れてポルックスの頭にヨーヨーがぶつかるというアクシデントが発生する。ぶつけられたポルックスは黙々とトリックをこなし続けていたので単に瞬一がタイムロスをしただけに見えたが、これが原因で瞬一ポルックスが暴走を始める。しかも瞬一ポルックスが他9体のポルックスを統括する司令機のため、他のポルックスにまで暴走が伝染し、コピー元の能力値設定を無視したスピードでトリックを実行し始める。メンバーが必死に食い下がり、それを感知したポルックスがさらにペースアップし…と繰り返した結果、全トリック終了時点で瞬一・北条院・霧崎・小暮・安濃慈の5人が「己の限界を超えて」ポルックスに勝利すると共に、その5人のポルックスはオーバーヒートにより損傷していた。
一方コントロールルームでは、ポルックスが暴走を始めた時点で黒岩が本性を現す。ヨーヨーに仕込んであったドラゴン・チップの破損を危惧し、オペレーターに拳銃を突きつけてポルックスの停止を命じる。停止は間に合わずポルックスが一部故障してしまったが、黒岩は最初からポルックス技術を盗むためにもぐりこんだスパイであることを暴露し、ポルックスを奪って去っていった。

### 世界大会編
1999年11月から2000年8月。世界大会予選から決勝戦終了まで。

#### 世界大会
予選
大会側で用意されたヨーヨー1個、ストリングス3本、ベアリング2個、オイルを用いてメンバー5人が交代で24時間ループを行い、ループ回数の上位32組が本戦に進出。無計画に行い途中でストリングスを使い果たすチームが続出。THP-Jは安濃が提案した切れたストリングスを結んで再び使用。この行為はルールとして認められ、30位で通過。予選1位は優勝候補筆頭のTHPで、2位のチームバイパーと1回差、3位のチームヤヌスと2回差という大接戦だったが、THPリーダーのアレックスは全くの無名だったチームヤヌスの予選3位通過に疑念を抱く。
1回戦
くじによりトーナメント16組がリーダー1人とメンバー4人の内ランダムに選出される1人が指示された種目を同時に行う。前半は基礎的な種目が多かったが後半は上級レベルの種目が多く種目のレベルが上がるほど得点も高くなる。8つのブロックに分かれ2チームごとに最終得点で勝利した計8チームが勝ち抜き。THP-Jはブラジル代表と対戦。初歩的なレベルを否定した小暮が前半で足を引っ張るが後半の高度な技の連発で逆転勝利。
2回戦
岩場の斜面をリレー方式で専用のスケーターで滑り降りながら指示された技をこなしてゴールを目指す。4つのブロックに分かれ行われる予定だったが、チーム烏龍がリーダーの不在によりTHP-Jの不戦勝となるも、瞬一はチームバイパーの競技中に軽症を追いながらも乱入し出場した。
準決勝
2ブロックに分かれチームから1人ずつフリースタイル（自由種目）を行い審査員のヨーヨー四天王により勝者を決定。敗退した選手は次の選手と交代し最後まで選手が残ったチームの勝ち抜けとなる。スピードで勝負した霧崎がヒュエルを皮切りにチームバイパーに4連勝する。5連勝を掛けたリーダーのシュニッツアーとの対戦では霧崎が完敗したが、ノーマルヨーヨーでオフストリングスを行った北条院の手でシュニッツアーを破り、THP-Jがチームバイパーに勝利。もう一方の試合では、THPがリーダーであるアレックスを含め、全員がチームヤヌスのたった1人になすすべなく完敗する。
決勝
準決勝と同じくフリースタイルが行われるが、会場がブレインに乗っ取られ、スーパーヒューマノイド（後述）の最終テストとしてTHP-Jの5人とチームヤヌスの輪刃、桜場2人による対決が行われた。競技中に人質となっていたチーム烏龍のリーダーは救出され輪刃、桜場との2vs2の対決でわずかに上回った瞬一、北条院の勝利となる。しかし結審直後、島の火山の噴火により大会は強制終了した。
大会終了後
ブレインの手により大会会場の島が噴火。瞬一たちは命からがら脱出する。その後、なるみ屋の店先でスピナーたちが集結した。

### 番外編
主に『別冊コロコロコミック』にて掲載された短編。

#### ヨーヨーマン編
ヨーヨーマン参上
書籍「ハイパーヨーヨーテクニックス98」に掲載された作品。コミックスには未収録。
ある日の夜、瞬一の前に宇宙人オヌマッチが現れ、地球にやってきたヨーヨーデビルを倒すよう頼む。瞬一はヨーヨーマンに変身し、ヨーヨーデビルを撃破する。瞬一はJCCの大会中になるみ屋のおっちゃんのマッサージで寝ていた間の夢と思っていたが、大会会場の廊下にはオヌマッチの姿があった。
ヨーヨーマン99
ヨーヨーデビルの息子ヨーヨーデーモンの手によってオヌマッチの星が爆破され、オヌマッチの弟ジャッチーが敵討ちを瞬一に依頼する。この時はヨーヨーの技をプレイすることでヨーヨーマン99に変身した。なお、この話ではハイパーヨーヨーテクニックス99資料集という本が登場するが、実際には発売されていない。

#### その他
- ハイパードラゴンの製作秘話や北条院の子供時代など本編の裏話などがある。
- この他にりあんやベソたちによるチームプレイや超速スピナー版西遊記（ヨーヨーは「手車」と漢訳された）など『月刊コロコロコミック』とは別進行の作品も多い。

## 作中の主な用語
JCC
ジャパンチャンピオンカーニバルの略。ヨーヨーの全国大会である。作中ではTHP-Jの代表選考を兼ねていたようで、各地の優勝者による全国大会などは行われていない。
ヘビーブレイン
中村名人が鍛錬用に特別に製作したヨーヨー。外周部に鉛が埋め込まれており、通常の5倍もの重さを持つ。北条院のリベンジに燃える瞬一に特別に託された。なお、あくまで特訓用のものであり、実際の大会では改造行為禁止のレギュレーションに違反するため使用は不可能である。
THP-J
チームハイパフォーマンスジャパンの略。ヨーヨー世界大会での日本代表のチーム名。アメリカ代表のチーム名から来ている。監督は中村謙一。作中では1999年世界大会に出場。日本に実在するが、メンバーの選出方法などを見ると別物である。
THP
チームハイパフォーマンスの略。ハワイを拠点とする実在のチーム。劇中ではアメリカ代表のチーム名になっている。リーダーはアレックス・ガルシア。
チームバイパー（Team Viper）
ドイツ代表のチーム名。ハイパーバイパーによるオフストリングスプレイを特技とする。
チームヤヌス（Team Janus）
近年独立したヒンギスという架空の国の代表として無名ながらヨーヨー世界大会で決勝に進出する。正体は黒岩に操られた瞬一、北条院、霧崎のポルックスとスーパーヒューマノイドとなった輪刃、桜場。
ワープスピード
アレックス・ガルシアの異名、もしくはそのプレイスタイル。あえて短くしたストリングスを使いこなすこと。ストリングスの長さは長すぎたり短すぎたりすると通常のプレイに支障をきたすが、こうすることでループ系の技などの所要時間が短くなり、プレイが非常に高速化したように見える。
オフストリングスプレイ
ドイツが発祥とされるヨーヨーからストリングスを離して行う技。基本的に専用のヨーヨーでないと出来ないが、北条院はストリングスを食いちぎって技を行った。
ハイパードラゴン
実在するヨーヨーの一種。実物はウェイトやベアリングなどを自由にカスタマイズできる組み立て式のヨーヨーである。
作中ではミクロ以下の精度で製造されたヨーヨーの集大成に当たるものとして登場。全くブレのない回転により、自ら回転力を増していくと錯覚するほどの性能を誇り、中村名人ですらまともにキャッチ出来ないほど。
才羽博士を中心に、中村名人となるみ屋の主人の協力でJCC決勝戦直前にプロトタイプが完成。北条院はよりロングスリープに適したハイパーレイダーを使うと思われたが瞬一はファイヤーボールしか持っていなかったため、そのヨーヨーの性能差と、腕の故障を鑑みて瞬一に渡されようとするが、拒否される。後に、瞬一と中村名人の勝負の後、正式に瞬一に託される。
その後THP-J強化合宿で量産型が瞬一以外のメンバー全員に配られる。量産型はプロトタイプよりも扱いやすい分パワーが抑えられているが、それでも通常のヨーヨーとは比べ物にならない性能である。
作中のハイパードラゴンは中に「ドラゴンチップ」と呼ばれるものが内蔵されており、これによってポルックスのデータ収集の役割も兼ねていた。そのため、量産型ハイパードラゴンは右手用と左手用に分けられていた。プロトタイプにも内蔵されていたようだが、左右の区別が付いていたのかどうかは不明。ポルックスへのデータフィードバックが終了した後は、単純に高性能ヨーヨーとしてTHP-Jメンバーに使われる。
量産型のドラゴンは右手用・左手用を区別するためかカラーリングが異なっている。ただし販売されたTHP-Jモデルのボディーは「クリアグリーン」1色だった。
なお、ハイパードラゴンには瞬一専用の「ファイヤー（ノーマル型）」と北条院専用の「アクア（バタフライ型）」も存在する。第1弾のドラゴンと基本構造は同じだが、色やデザイン、キャップ部の強度が異なるものである。
ポルックス
才羽博士の開発した人工の人型ロボット。プログラミングにより人間同様により動かしたり言葉を発することができる。電磁パルスによる特殊な電磁波を受信すると破壊される。
初登場時はTHP-Jへの試練の一環として、メンバーそれぞれのコピーロボットとして登場。全く同じテクニック・身体能力で、ただ本気を出してもポルックスは同様にペースを上げるため文字通り「己を超える」ことができなければ勝てない。本来はオリジナルのデータ採取時の能力を超えないように設定されていたが、たまたま司令塔の役目を持っていた瞬一のポルックスにおきたトラブルによりリミットが外れ暴走、際限なくペースアップをするようになってしまう。結果的に、「己を超え」た堂本瞬一・北条院聖斗・霧崎マイ・小暮宙太・安濃慈円馬の5名のポルックスはオーバーヒートにより故障、機能停止。この5人がTHP-J正式メンバーとして選ばれ、ポルックスが故障に至らなかった他のメンバーは補欠となった。
世界大会でも、輪刃と桜場の2人しか居ないチームヤヌスの穴埋めメンバーとして登場。THP-Jとの直接対決が無かったので性能のほどは不明だが、それでもTHPやその他のチームを余裕で下すだけの力はあった模様。
なお、「ポルックス」とは双子座の恒星のことである。
スーパーヒューマノイド
才羽博士の研究を元に造られた覚醒プログラムの一種。人間の額にチップを装着することで、普段は使用できない人体に秘められた能力を100%開放することができ、意識を操り洗脳することも可能。チップを外すと元に戻るが著しく体力を消耗するため数日は目が覚めなくなる。黒岩たちは輪刃、桜場に装着させ性能を試した。
ブレイン
才羽博士の研究を盗み出して悪用し世界征服をもくろんでいた組織。ヨーヨーの世界大会を足がかりに世界征服を計画するも、才羽博士とTHP-Jにより失敗し主犯は会場の休火山を発動させて逃亡。
8の字ループ
通常の1回転のループ状態から上下に8の字を描く高度な技。現実では物理的に不可能であり伝説に過ぎない技だが、作中ではハイパードラゴンにより瞬一、小暮宙太、北条院、輪刃、桜場の5人が習得する。うち、輪刃と桜場はスーパーヒューマノイドの力による。また進化版として横に8の字を描く∞型のループ「ドラゴンループアンフィニ」もある。瞬一は「ハイパードラゴンを使ったからこそ出来た技」と、ドラゴンループと命名したが、「伝説となっているなら過去に誰かが達成したはず」と自分独自の技とは思っていない。

## 書籍
- 『超速スピナー』（小学館・てんとう虫コミックス、全7巻）

## アニメ版
1998年11月30日から1999年9月10日に放送、全22話。また、伝説のアニメセレクションとして2008年3月に『おはスタ』にて放送されている。
XEBEC制作、テレビ東京系列での放送、監督の加戸誉夫、キャラクターデザインの石原満など、当時同じ『コロコロコミック』連載でアニメ放送中であった『爆走兄弟レッツ&ゴー!!MAX』と複数のメインスタッフが同じである。Loop#1〜Loop#8まではセル画だが、Loop#9の「YOYOマン参上」からデジタル制作へと移行した。「おはスタ」内にて「爆球連発!!スーパービーダマン」と2週間おきに交代で放送。

### スタッフ
- 原作 - 橋口隆志
- 監督 - 加戸誉夫
- シリーズ構成 - 隅沢克之
- キャラクターデザイン - 石原満
- プロップデザイン - 坂崎忠
- 美術監督 - 朝倉千登勢
- 色彩設計 - 青木弘美
- 撮影監督 - 金沢章男
- 編集 - 山森重之
- 音響監督 - 田中英行
- 音楽 - 山本哲也
- プロデューサー - 中沢利洋
- アニメーションプロデューサー - 山本俊一、丸川直子
- アニメーション制作 - XEBEC
- 製作 - 小学館プロダクション

### 主題歌
オープニング曲「SOMEDAY LET'S GO TOGETHER」（Loop#1 - Loop#14）
作詞 - 御立依麻、湯之前季里 / 作曲・編曲 - 杉内信介 / 歌 - rub-down
オープニング曲「LOOP & LOOP」（Loop#15 - Loop#22）
作詞 - 白峰美津子 / 作曲・編曲 - オレンジ / 歌 - 堂本瞬一（森久保祥太郎）
※映像ソフト・配信では「SOMEDAY LET'S GO TOGETHER」に差し替え。
エンディング曲「Future」
作詞 - 川村真澄 / 作曲 - 小倉良 / 編曲 - 石塚知生 / 歌 - なかじまちあき（中島ちあき）

### 声の出演
- アラン・バタンガン - 渡辺久美子
- ナルカイ・ホオカノ - 河内麻友子
- カール - 舟津俊雄
- ハインツ - 中井将貴

- 鈴木徹 - 石川寛美
- 瞬一の母 - 松岡洋子
- ハイパーDJ（実況） - 永野広一
- ジャッジ渡辺（審判） - 宇垣秀成
- ヨーヨーデビル - 塩屋浩三

### 各話リスト
| 話数    | サブタイトル                       | 脚本     | 絵コンテ   | 演出     | 作画監督         | 放送日          |
| ------- | ---------------------------------- | -------- | ---------- | -------- | ---------------- | --------------- |
| Loop#1  | ヨーヨーとの出会い                 | 隅沢克之 | 加戸誉夫   | 加戸誉夫 | 石原満           | 1998年 11月30日 |
| Loop#2  | ライバルの大きさ                   | 小出克彦 | 藤本義孝   | 土器手司 | 榎本勝紀         | 12月7日         |
| Loop#3  | あいつと戦うために                 | 隅沢克之 | 星野龍也   | 星野龍也 | なかじまちゅうじ | 12月14日        |
| Loop#4  | ジャパンチャンピオンカーニバル開催 | 小出克彦 | 井上修     | 井上修   | 古池敏也         | 12月21日        |
| Loop#5  | 出場権をかけて                     | 隅沢克之 | 藤本義孝   | 藤本義孝 | 前田明寿         | 1999年 1月18日  |
| Loop#6  | 未知のハイパードラゴン             | 小出克彦 | 木村真一郎 | 早崎博文 | 坂崎忠           | 1月25日         |
| Loop#7  | 瞬一流攻略法                       | 隅沢克之 | 井上修     | 井上修   | 古池敏也         | 2月15日         |
| Loop#8  | ライバルがいるからこそ             | 小出克彦 | 星野龍也   | 清水明   | なかじまちゅうじ | 2月22日         |
| Loop#9  | YOYOマン参上                       | 隅沢克之 | 加戸誉夫   | 加戸誉夫 | 前田明寿         | 3月15日         |
| Loop#10 | それぞれの思い                     | 小出克彦 | 小林孝志   | 早崎博文 | 坂崎忠           | 3月22日         |
| Loop#11 | ショートストリングスの霧崎マイ     | 隅沢克之 | 井上修     | 井上修   | 古池敏也         | 4月12日         |
| Loop#12 | サイバースペースの戦い             | 小出克彦 | 石原満     | 加戸誉夫 | 石原満           | 4月19日         |
| Loop#13 | 勝利の行方                         | 隅沢克之 | 加戸誉夫   | 早崎博文 | 河野利幸         | 5月10日         |
| Loop#14 | 衝撃の告白                         | 小出克彦 | 星合貴彦   | 杉谷光一 | 坂崎忠           | 5月17日         |
| Loop#15 | 悲劇の波紋                         | 小出克彦 | 井上修     | 井上修   | 古池敏也         | 6月7日          |
| Loop#16 | 嵐の準決勝                         | 隅沢克之 | 神谷純     | 花井信也 | 朝倉隆           | 6月14日         |
| Loop#17 | 雨の訪問者                         | 隅沢克之 | 加戸誉夫   | 早崎博文 | 前田明寿         | 7月5日          |
| Loop#18 | Dプロジェクトの謎                  | 小出克彦 | 井上修     | 井上修   | 古池敏也         | 7月12日         |
| Loop#19 | 思い出のヨーヨー                   | 隅沢克之 | 神谷純     | 早崎博文 | 石原満           | 8月2日          |
| Loop#20 | ふたつのドラゴン                   | 小出克彦 | 星合貴彦   | 杉谷光一 | 坂崎忠           | 8月9日          |
| Loop#21 | 宿命の対決                         | 隅沢克之 | 井上修     | 井上修   | 古池敏也         | 8月30日         |
| Loop#22 | 死闘の果てに                       | 小出克彦 | 加戸誉夫   | 杉谷光一 | 石原満           | 9月6日          |

### アニメと原作の相違
JCCの後の合宿など一部の話はカットされ、中村名人とのループ対決で締めくくっている。また、ヘビーブレインがヘビースピナーズグラブに差し替えられること、瞬一と北条院のハイパードラゴンを扱う時期や一部のヨーヨーが変更されている。原作ではほとんど描かれなかったトーナメントでの宙太や弁慶、北条院のモブキャラとの対戦内容が描かれた。

### 関連商品
VHS
発売元はいずれもバンダイビジュアル（現・バンダイナムコフィルムワークス）。現在は廃盤となっている。
| 1 | 1999年5月25日  | 第1話 - 第5話   | BES-2336 |
| 2 | 1999年7月25日  | 第6話 - 第10話  | BES-2337 |
| 3 | 1999年9月25日  | 第11話 - 第14話 | BES-2338 |
| 4 | 1999年11月25日 | 第15話 - 第18話 | BES-2339 |
| 5 | 2000年1月25日  | 第19話 - 第22話 | BES-2340 |

CD
発売元はいずれもポリスター。
SOMEDAY LET’S GO TOGETHER（1999年2月1日発売、PSDR-5322）
Future（1999年2月24日発売、PSDR-5321）
LOOP & LOOP（1999年2月1日発売、PSDR-5333）
ハイパー・サウンド・ギグス「超速スピナー」音楽集（1999年9月1日発売、PSCR-5793）
ゲームソフト
超速スピナー（1998年発売、ゲームボーイ用ソフト）